# Малий Агардяш
Малий Агардяш (рос. Малый Агардяш) — селище, підпорядковане місту Карабаш Челябінської області Російської Федерації.
Населення становить 1 особу (2010).

## Історія
Згідно із законом від 26 серпня 2004 року органом місцевого самоврядування є Карабаський міський округ.

## Населення
| 2002 | 2010 |
| ---- | ---- |
| 2    | ↘1   |